# Vista Hermosa, Chilapa de Álvarez
Vista Hermosa är en ort i Mexiko.   Den ligger i kommunen Chilapa de Álvarez och delstaten Guerrero, i den södra delen av landet, 210 km söder om huvudstaden Mexico City. Vista Hermosa ligger 1 165 meter över havet och antalet invånare är 413.
Terrängen runt Vista Hermosa är kuperad åt nordost, men åt sydväst är den bergig. Runt Vista Hermosa är det ganska glesbefolkat, med 39 invånare per kvadratkilometer. Närmaste större samhälle är Chilapa de Alvarez, 12,0 km norr om Vista Hermosa. Omgivningarna runt Vista Hermosa är en mosaik av jordbruksmark och naturlig växtlighet.